# Месје 110
Месје 110 (М110) је елиптична галаксија у сазвежђу Андромеда која се налази у Месјеовом каталогу објеката дубоког неба.
Деклинација објекта је + 41° 41' 7" а ректасцензија 0h 40m 22,1s. Привидна величина (магнитуда) објекта М110 износи 7,9 а фотографска магнитуда 8,9. Налази се на удаљености од 0,814 милиона парсека од Сунца. М110 је још познат и под ознакама UGC 426, MCG 7-2-14, CGCG 535-14, IRAS 00376+4124, PGC 2429.